# Sonata per a flauta i piano (Hindemith)
La Sonata per a flauta i piano va ser composta per Paul Hindemith a finals de 1936 a Berlín, i es va estrenar el 10 d'abril de l'any següent a Washington.

## Origen, estrena mundial i recepció

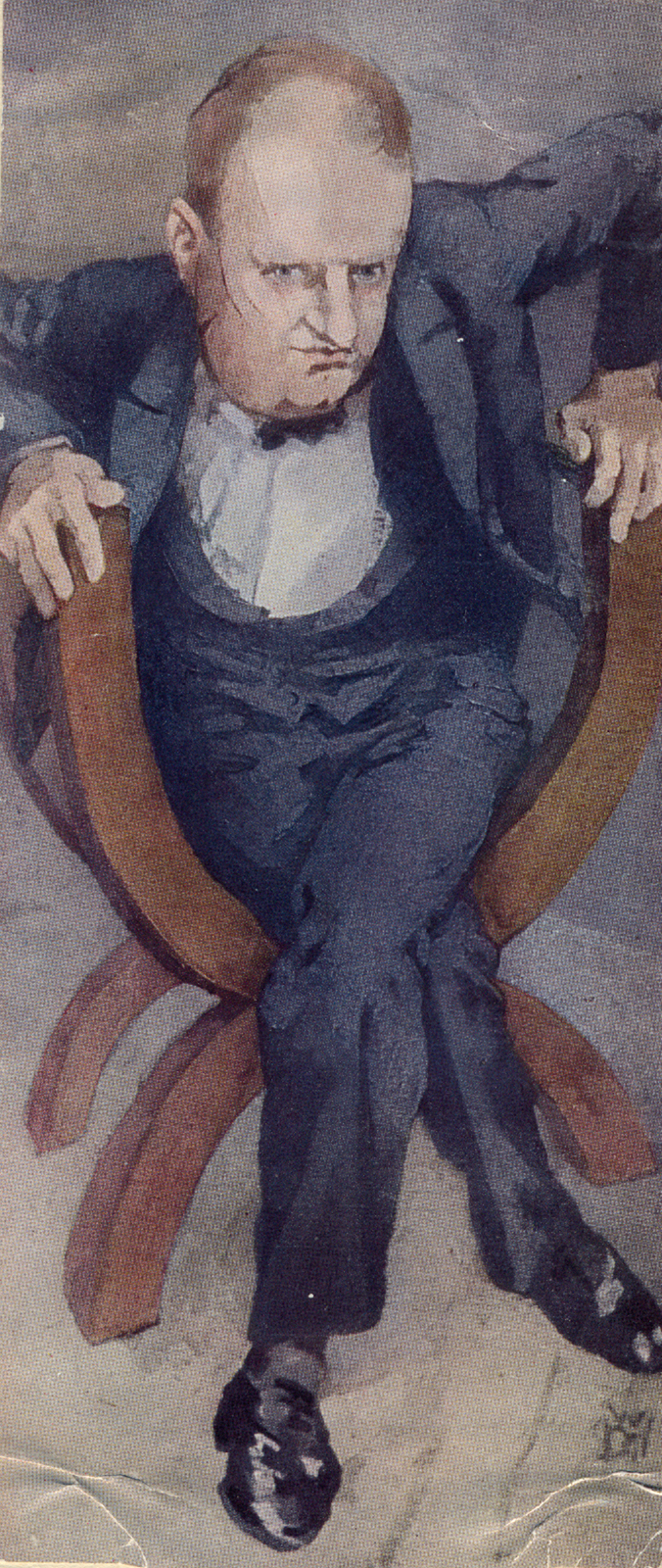
Paul Hindemith vist per Rudolf Heinisch, 1931

Paul Hindemith va estar exposat a una creixent hostilitat i repressió per part dels nacionalsocialistes des de la presa de poder l'any 1933. L'any 1934 va ser nomenat per dirigir la Reichsmusikkammer, però el mateix any Joseph Goebbels el va desacreditar titllant-lo de «creador de soroll atonal», el que va portar Hindemith a abandonar la seva càtedra a la Musikhochschule de Berlín. El 1935 va viatjar a Turquia per invitació del govern per elaborar propostes per al desenvolupament de la vida musical turca. El mateix any va completar l'òpera Mathis der Maler. El 1936 va realitzar un segon viatge a Turquia i el desembre va compondre la sonata per a flauta i piano.
L'estrena de l'obra estava prevista a Berlín amb els solistes Gustav Scheck i Walter Gieseking, però va ser prohibida pel règim. Sí que va ser interpretada durant el primer viatge de Hindemith a Amèrica com una contribució al 8è Festival de Música de Cambra d'Elizabeth Coolidge el 10 d'abril de 1937 a la Biblioteca del Congrés a Washington amb la presència del compositor. Els solistes van ser Georges Barrère, flautista solista de l'Orquestra Simfònica de Nova York, i Jesús María Sanromà, pianista porto-riqueny.
Hindemith es va mostrar molt satisfet amb l'actuació de tots dos solistes, que van sentir també una càlida acollida per part del públic (l'afirmació de Scheck segons la que l'estrena va ser realitzada per Barrère i Hindemith a Chicago no és verosímil).
La sonata per a flauta va ser publicada l'any 1937 per la Mainzer Verlag Schott. Marca el començament d'una sèrie de deu sonates per a un instrument de vent amb piano, que es va completar el 1955 i que al final va cobrir gairebé tots els instruments de vent comuns de l'orquestra simfònica (entre els anys 1918 i 1922 ja havia compost diverses sonates per a un instrument de corda piano).

## Composició
La durada de la sonata per a flauta i piano de Paul Hindemith és d'uns 15 minuts. Consta de tres moviments:
1. Heiter bewegt
2. Sehr langsam
3. Sehr lebhaft – Marsch

Harmònicament, la sonata per a flauta, de la mateixa manera que obres de música de cambra d'Hindemith d'aquesta època, es caracteritza per la preferència de segones al baix i una tècnica de construcció d'acords que s'allunya de la forma tradicional de procedir per terceres. En el seu lloc hi trobem superposicions de quartes, barrejades amb quintes, terceres i segones. D'aquesta manera segueix els seus propis principis de la teoria musical, els quals s'exposen a la seva "Instrucció en composició" (la primera part es va publicar en 1937). Les tríades majors apareixen quasi exclusivament al final de formes grans, produint un efecte especial. A la melodia hi predominen quartes i segones.
El primer moviment té forma sonata, construïda de la forma següent: exposició entre els compassos 1 i 43, desenvolupament del 44 al 101 i reexposició a partir del 102, més una coda de dos compassos.
El segon moviment, amb forma de lied, de caràcter profundament seriós, segueix l'estructura formal següent: A - B - C - C - A - A - A - B.
El tercer moviment és un rondó animat, amb característiques d'una tarantel·la. La presència d'una marxa de caràcter irònic pràcticament converteix la sonata en una obra de quatre moviments. Segons John Coleman, un estudiant de Hindemith, en aquesta última fa sàtira dels assajos d'una banda nacionalsocialista que Hindemith havia escoltat en el període en què va escriure l'obra.